# Copa guatemalenca de futbol
La copa guatemalenca de futbol és una competició de Guatemala de futbol.

## Història
El primer any en què es disputà la competició fou el 1904, amb el nom de Copa Centroamericana, la primera competició celebrada al país. Des d'aleshores aquesta competició s'ha disputat sota diversos noms i sense una periodicitat clara. Cal esmentar, que a més de les citades, s'atorgà una copa als vencedors de diverses fases de la mateixa lliga.

## Historial
Font:
| Temporada | Campió              | Nom                         |
| --------- | ------------------- | --------------------------- |
| 1904      | Olympic FC          | Copa Centroamericana        |
| 1905/06   | Olympic FC          | Copa Centroamericana        |
| 1911 (1)  | Gay SC              | Copa Manuel Estrada Cabrera |
| 1911 (2)  | Michigan            | Copa Manuel Estrada Cabrera |
| 1913      | Guatemala FC        | Copa Manuel Estrada Cabrera |
| 1914      | Guatemala FC        | Copa Manuel Estrada Cabrera |
| 1916      | Ohio                | Copa Manuel Estrada Cabrera |
| 1917      | Allies              | Copa del Ayuntamiento       |
| 1944      | Hospicio            |                             |
| 1951/52   | Comunicaciones      |                             |
| 1954      | Tipografía Nacional |                             |
| 1955      | Comunicaciones      |                             |
| 1956/57   | IRCA                |                             |
| 1958/59   | Aurora              |                             |
| 1960      | Municipal           |                             |
| 1963      | Xelajú              |                             |
| 1967      | Municipal           | Copa Presidencial           |
| 1967/68   | Aurora              |                             |
| 1968/69   | Aurora              |                             |
| 1969      | Municipal           | Copa Federación             |
| 1970      | Comunicaciones      |                             |
| 1972      | Comunicaciones      |                             |
| 1972/73   | Xelajú              |                             |
| 1979      | Juventud Retalteca  |                             |
| 1980      | Galcasa             |                             |
| 1983      | Comunicaciones      | Copa Verano                 |
| 1984      | Aurora              | Copa Verano                 |
| 1984/85   | Juventud Retalteca  | Copa Verano                 |
| 1986      | Comunicaciones      | Copa Preparación            |
| 1991/92   | Comunicaciones      | Copa Aviateca               |
| 1992/93   | Suchitepéquez       |                             |
| 1993/94   | Suchitepéquez       |                             |
| 1994/95   | Municipal           | Copa Gallo                  |
| 1995/96   | Municipal           | Copa Gallo                  |
| 1996/97   | Amatitlán           |                             |
| 1997/98   | Suchitepéquez       | Copa AC Delco               |
| 1998/99   | Municipal           | Copa Aqua                   |
| 2002      | Jalapa              |                             |
| 2003      | Municipal           | Copa Centenario             |
| 2003/04   | Municipal           | Copa Centenario             |
| 2005      | Jalapa              | Copa Centenario             |
| 2006      | Jalapa              | Copa Centenario             |
| 2009      | Comunicaciones      | Copa Centenario             |
| 2010/11   | Xelajú              | Copa Centenario             |
| 2018/19   | Cobán Imperial      | Torneo de Copa              |